# Corps ultimobranchiaux
Les corps ultimobranchiaux sont de petites glandes productrices de calcitonine, situées dans la région du cou de nombreux animaux. Chez l'homme, les corps ultimobranchiaux sont des structures embryonnaires.
L'ébauche des corps ultimobranchiaux provient de la 5e poche branchiale (réduite à un diverticule de la 4ème poche) qui se détache de la paroi pharyngienne pour migrer dans la glande thyroïde où elle se différencie en cellules parafolliculaires (ou cellules C) productrices de calcitonine et de somatostatine.